# Chonas-l’Amballan
Chonas-l’Amballan – miejscowość i gmina we Francji, w regionie Owernia-Rodan-Alpy, w departamencie Isère.
Według danych na rok 1990 gminę zamieszkiwało 1005 osób, a gęstość zaludnienia wynosiła 136 osób/km² (wśród 2880 gmin regionu Rodan-Alpy Chonas-l’Amballan plasuje się na 780. miejscu pod względem liczby ludności, natomiast pod względem powierzchni na miejscu 1329.).